# Johann Joachim Weidner
Johann Joachim Weidner, auch Weidener (* 11. August 1672 in Rostock; † 17. Oktober 1732 ebenda) war ein deutscher lutherischer Theologe und Hochschullehrer.

## Leben
Johann Joachim Weidner war der Sohn des gleichnamigen Klostervorstehers des Rostocker Klosters zum Heiligen Kreuz Johann Joachim Weidner und dessen Frau Clara Maria, geb. Neukranz. Diese war nach dem frühen Tod des Vaters in zweiter Ehe verheiratet mit Nicolaus Ockel, der auch Nachfolger im Amt des Klostervorstehers war. Weidner besuchte die Große Stadtschule in Rostock unter dem Rektor Georg Niehenck und Konrektor Jacob Burgmann, die Schule in Parchim, das Gymnasium in Magdeburg und das Katharineum zu Lübeck. Ab August 1690 absolvierte er an der Universität Rostock ein Philosophie- und Theologiestudium. Seine Lehrer waren u. a. Justus Christoph Schomer und Andreas Habichhorst. 1692 unterbrach er seine Studien, um für vier Jahre als Hauslehrer in Jennewitz seine späteren Schwäger Hermann Christoph und Heinrich Askan Engelken zu unterrichten.
Zurück in seiner Heimatstadt, wurde er am 25. Mai 1696 zum Magister artium lib. promoviert und war danach als Privatdozent an der Philosophischen Fakultät tätig. 1699 folgte die Promotion zum Bakkalaureus der Theologie. Am 7. Juli 1699 heiratete Weidner Sophia Elisabeth Engelcken, Tochter des Gutspächters Christian Peter Engelken aus Jennewitz bei Kröpelin und Schwester der vorgenannten Brüder Engelken. Am 12. des Monats wurde er als vierter Diakon an der Rostocker Marienkirche eingeführt.
Am 3. März 1707 wurde Weidner an der Rostocker Universität unter Johann Peter Grünenberg mit der Schrift De divina sancti ministerii constitutione zum Doktor der Theologie promoviert. Er übte weiter seine Tätigkeit als Privatdozent aus, nun für die Theologische Fakultät. 1715 erfolgte Weidners Ernennung zum Pastor an der Marienkirche.
1716 wurde er vom Rostocker Senat an der Theologischen Fakultät zum rätlichen ordentlichen Professor als Nachfolger des verstorbenen Johann Nikolaus Quistorp berufen. Ab 1721 war er Senior der Fakultät und daneben ab 1727 Superintendent und Direktor des Geistlichen Ministeriums. Er übte während seines Wirkens an der Universität zahlreiche administrative Funktionen aus. So war er zwischen 1718 und 1725 siebenmal Dekan der Fakultät, 1720 Prorektor sowie 1718, 1724 und 1730 Rektor der Universität. Zudem betreute er von 1729 bis 1731 als Bibliothekar die Akademische Bibliothek.
Johann Joachim Weidner verstarb wenige Wochen nach seinem 60. Geburtstag in Rostock. Die Trauerrede der Universität wurde vom Rektor Christoph Martin Burchard gehalten, die der Theologischen Fakultät von Hermann Christoph Engelke, seinem Schwager. Ein Sohn, Heinrich Johann Peter Weidner, wurde Dr. jur. utr. und wirkte als Advokat in Rostock.

„Sein Charakter wird geschildert als der eines redlichen, liebenswürdigen Mannes, dem die Gabe der Beredtsamkeit in hohem Maaße eigen gewesen; sein Streit galt nur den Gegnern der lutherischen Rechtgläubigkeit seiner Zeit.“